# Спасское (Костромская область)
Спасское — деревня в Судиславском районе Костромской области России. Входит в состав Судиславского сельского поселения.

## География
Деревня находится в юго-западной части Костромской области, в подзоне южной тайги, на расстоянии приблизительно 14 километров (по прямой) к северу от посёлка городского типа Судиславль, административного центра района. Абсолютная высота — 184 метра над уровнем моря.

### Климат
Климат характеризуется как умеренно континентальный, с продолжительной холодной многоснежной зимой и коротким сравнительно тёплым летом. Средняя температура воздуха самого холодного месяца (января) — −13,3 °C (абсолютный минимум — −49 °C); самого тёплого месяца (июля) — 17,7 °C (абсолютный максимум — 37 °С). Безморозный период длится около 112 дней. Продолжительность периода активной вегетации растений (выше 10 °C) составляет примерно 115—125 дней. Годовое количество атмосферных осадков — 598 мм, из которых 370—440 мм выпадает в тёплый период.

### Часовой пояс
Деревня Спасское, как и вся Костромская область, находится в часовой зоне МСК (московское время). Смещение применяемого времени относительно UTC составляет +3:00.

## История
Согласно Спискам населенных мест Российской империи в 1872 году деревня относилась ко 2-му стану Буйского уезда Костромской губернии и находилась на торговом тракте из города Буя в город Судиславль; по левую сторону этого тракта. В ней числилось 30 дворов, проживало 62 мужчины и 80 женщин.
Согласно переписи населения 1897 года в деревне проживало 123 человека (44 мужчины и 79 женщин).
Согласно Списку населенных мест Костромской губернии в 1907 году деревня относилась к Горинской волости Буйского уезда Костромской губернии. По сведениям волостного правления за 1907 год в ней числилось 43 крестьянских двора и 144 жителя. Основными промыслами (кроме земледелия) были сапожный и точильный.

## Население
| 2008 | 2010 | 2014 |
| ---- | ---- | ---- |
| 0    | →0   | →0   |